# Leo V. (Byzanz)

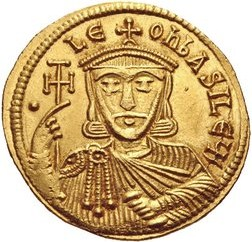
Solidus Leos V.

Leo V. (lateinisch; mittelgriechisch Λέων Leon, * um 775; † 25. Dezember 820), genannt der Armenier, war byzantinischer Kaiser von 813 bis 820.

## Leben
Leo(n) diente als General unter den Kaisern Nikephoros I. und Michael I. Nachdem Leo sich im Dienst Michaels I. auf dem Feldzug gegen die Araber 812 ausgezeichnet hatte, wurde er 813 mit einem Feldzug gegen die Bulgaren beauftragt. Er ließ Michael in der Schlacht von Adrianopel im Stich, zog seinen Vorteil aus der Unzufriedenheit der Truppen und führte gemeinsam mit den verbündeten Generälen Michael Psellos und Thomas eine erfolgreiche Revolte gegen Michael und dessen Sohn Theophylaktos an. Leo legitimierte seine Herrschaft durch wiederholte Siege über die Bulgaren, die vergeblich die Belagerung von Konstantinopel (814–817) versuchten. Mit dem Bulgarenkhan Omurtag (regierte 814–831) schloss er 816 einen dreißigjährigen Friedensvertrag und sorgte damit vorerst für Ruhe an dieser Reichsgrenze.
Leo nahm die ikonoklastische (bilderfeindliche) Politik der syrischen Kaiser wieder auf, die militärisch überaus erfolgreich gewesen waren. Leo ging seit Ende 814 gegen die Bilderverehrer vor, die unter Michael I. zunehmend Einfluss bei Hofe und im Klerus gewonnen hatten (siehe Byzantinischer Bilderstreit). Anscheinend kam Leo dabei zugute, dass es durchaus in größeren Teilen der Bevölkerung Konstantinopels eine bilderfeindliche Stimmung gab und sich die Glaubenslehre der Paulikianer in Kleinasien weiterverbreitet hatte. Patriarch Nikephoros wurde sogar 815 abgesetzt. Allerdings stieß die neue Religionspolitik des Kaisers auch auf Ablehnung; mehrere Geistliche gingen in die Verbannung bzw. wurden inhaftiert, darunter Theodor Studites. Bald schon verhärteten sich die Fronten, so dass die Reichskirche die Politik des Kaisers einerseits ertrug, andererseits sich eine größere bilderfreundliche Opposition bildete.
Obwohl eine Verschwörung seines Freundes Michael Psellos durch die Einkerkerung der Anführer zunichtegemacht worden war, nutzen Michaels Verbündete die Gunst der Stunde und wurden gegen den Kaiser aktiv. Leo wurde am Weihnachtsabend 820 in der Palastkapelle ermordet, an seiner Stelle bestieg Michael den Thron. Das Leben seiner Frau Theodosia (eine Tochter Arsabers) und seiner vier Söhne, darunter des Thronfolgers und Mitkaisers Konstantin (Symbatios), verschonte man. Um sie als mögliche Thronerben auszuschließen, mussten sie allerdings kastriert werden. Leos jüngster Sohn starb an den Folgen der Kastration.
Über Leos Regierungszeit berichten vor allem Theophanes Continuatus, Ioseph Genesios und Johannes Skylitzes, aber auch mehrere klerikale Quellen. Aufgrund der bilderfeindlichen Religionspolitik des Kaisers wurde sein Ansehen in der späteren Überlieferung stark verdüstert. In der neueren Forschung wird hingegen auf die Erfolge des Kaisers hingewiesen, etwa die Außenpolitik betreffend oder seine gesetzgeberischen Maßnahmen in der Innenpolitik.
Die Vorgänge um die Ermordung Leos V. hat Andreas Gryphius in seinem Trauerspiel Leo Armenius verarbeitet.